# Richard Brinkmann
Richard Brinkmann (* 16. Juni 1921 in Elberfeld, heute Wuppertal; † 2. November 2002 in Tübingen) war ein deutscher Germanist.

## Leben
Richard Brinkmann, gebürtig aus Elberfeld, widmete sich nach dem Abitur den Studien der Kunstgeschichte, der Klassischen Philologie, Philosophie sowie Theologie, bis er 1940 als Soldat zum Kriegsdienst im Zweiten Weltkrieg eingezogen wurde, wobei er an der russischen Front schwer verwundet wurde – er erlitt einen Schädelbruch und verlor seinen rechten Arm. Nach seiner Genesung nahm er seine Studien wieder auf, sattelte aber bald zum Studium der Germanistik um.
1948 promovierte Brinkmann zum Dr. phil., 1955 habilitierte er sich an der Universität Tübingen. Dort übernahm er 1958 die Professur für Neuere deutsche Literaturwissenschaft, die er bis zu seiner Emeritierung 1986 innehatte. Zudem lehrte Brinkmann viele Jahre als Professor an der Universität von Kalifornien in Berkeley und immer wieder auch als Gastprofessor an anderen amerikanischen und neuseeländischen Universitäten. Von 1956 bis zu seinem Tod war er Mitherausgeber der Deutschen Vierteljahrsschrift für Literaturwissenschaft und Geistesgeschichte.
Er war Mitglied der Österreichischen und der Heidelberger Akademie der Wissenschaften, Vorsitzender der Germanistischen Kommission der DFG, Vizepräsident des Internationalen Germanistenverbandes und Mitglied des Auswahlausschusses der Alexander von Humboldt-Stiftung. Richard Brinkmann lieferte wertvolle Beiträge zur Erforschung der Frühromantik und der Literatur des deutschen Realismus.

## Schriften
- Das Bild vom Menschen bei Theodor Fontane, 1949
- Romantische Dichtungstheorie in Friedrich Schlegels Frühschriften und Schillers Begriffe des Naiven und Sentimentalischen: Vorzeichen einer Emanzipation des Historischen, 1958
- Zum Begriff des Realismus für die erzählende Dichtung des neunzehnten Jahrhunderts, 1958
- Zur Wortkunst des Sturm-Kreises: Anmerkungen über Möglichkeiten und Grenzen abstrakter Dichtung, Verlag Walter de Gruyter, Berlin, 1961
- Nachtwachen von Bonaventura, In: Band 31 von Opuscula aus Wissenschaft und Dichtung, Günter Neske Verlag, Stuttgart, 1966
- Wirklichkeit und Illusion : Studien über Gehalt und Grenzen des Begriffs Realismus für die erzählende Dichtung des 19. Jahrhunderts, Ausgabe 2, Max Niemeyer Verlag, Tübingen, 1966 ISBN 3484102683.
- Theodor Fontane : Über die Verbindlichkeit des Unverbindlichen, Piper Verlag, München, 1967
- Deutsche Literatur und Französische Revolution: 7 Studien, In: Band 1395 von Kleine Reihe Vandenhoeck und Ruprecht, Vandenhoeck & Ruprecht, Göttingen, 1974 ISBN 3525333587.
- Expressionismus. Internationale Forschung zu einem internationalen Phänomen, Verlag J. B. Metzler, Stuttgart, 1980
- Wirklichkeiten, Max Niemeyer Verlag, Tübingen, 1982 ISBN 3484104481.
- als Mitherausgeber:  Germanistik. Internationales Referatenorgan mit bibliographischen Hinweisen. Niemeyer.